# シェイマス・マクガーヴェイ
シェイマス・マクガーヴェイ（Seamus McGarvey、1967年6月29日 - ）は、北アイルランドのアーマー県出身の映画撮影監督。

## 来歴
写真家として働いた後、ロンドンで映画学校に通う。卒業後に短編映画の制作を始める。また、U2やローリング・ストーンズ、コールド・プレイ、ポール・マッカートニー、ロビー・ウィリアムズといったミュージシャンのミュージック・ビデオを多く手がけた。1994年から映画撮影に携わるようになり、2007年の『つぐない』、2012年の『アンナ・カレーニナ』でアカデミー撮影賞にノミネートされた。

## 主な作品
- バタフライ・キス Butterfly Kiss (1995)
- ウィンター・ゲスト The Winter Guest (1997)
- 素肌の涙 The War Zone (1998)
- マップ・オブ・ザ・ワールド A Map of the World (1999)
- ハイ・フィデリティ High Fidelity (2000)
- エニグマ Enigma (2001)
- めぐりあう時間たち The Hours (2002)
- ポリーmy love Along Came Polly (2004)
- サハラ 死の砂漠を脱出せよ Sahara (2005)
- ワールド・トレード・センター World Trade Center (2006)
- シャーロットのおくりもの Charlotte's Web (2006)
- つぐない Atonement (2007)
- 路上のソリスト The Soloist (2009)
- ノーウェアボーイ ひとりぼっちのあいつ Nowhere Boy (2009)
- 少年は残酷な弓を射る We Need to Talk About Kevin (2011)
- アベンジャーズ The Avengers (2012)
- アンナ・カレーニナ Anna Karenina (2012)
- GODZILLA ゴジラ Godzilla (2014)
- フィフティ・シェイズ・オブ・グレイ Fifty Shades of Grey (2015)
- PAN 〜ネバーランド、夢のはじまり〜 Pan (2015)
- ノクターナル・アニマルズ Nocturnal Animals (2016)
- ザ・コンサルタント The Accountant (2016)
- ホテル・エルロワイヤル Bad Times at the El Royale (2018)
- グレタ GRETA Greta (2018)
- シラノ Cyrano (2021)
- ウォンカとチョコレート工場のはじまり Wonka (2023)